# Huawei Nova
Huawei Nova — перший смартфон з лінійки середньо-бюджетних смартфонів Nova компанії Huawei, який був представлений на виставці IFA 2016.

## Зовнішній вигляд
Задня панель корпусу Huawei Nova металева із невеликою скляною вставкою, що закриває об'єктив камери та спалах. Передня частина — 2.5D захисне скло (Gorilla Glass 3) зі заокругленими гранями.
Кнопки управління сенсорні, в нижній частині корпусу знаходиться логотип компанії.
Телефон випускається в 3 кольорах корпусу: сірий, золотий, сріблястий.

## Апаратне забезпечення
Смартфон побудований на базі Qualcomm Snapdragon 625. Процесор з восьми ядер Cortex-A53 (64bit) з частотою 2 ГГц. Графічне ядро — Qualcomm Adreno 506.
Пристрій отримав 2.5D екран на IPS матриці. Діагональ 5", роздільна здатність 1920х1080 (Full HD).
Внутрішня пам'ять складає 32 ГБ, з яких доступні 22 ГБ. Є слот для карти пам'яті, підтримує карти до 128 Гб. Оперативна пам'ять — 3 ГБ.
Нез'ємний акумулятор 3020 мА·год. Заряджається Huawei Nova від USB Type-C.
Основна камера 12 МП із фазовим автофокусом, фронтальна камера — 8 МП.

## Програмне забезпечення
Huawei Nova працює на операційній системі Android 6.0 Marshmallow з графічною оболонкою EMUI 4.1.
Підтримує стандарти зв'язку: 2G/3G/LTE (800/1800/2600)
Бездротові інтерфейси: Wi-Fi b/g/n, Bluetooth 4.1 LE, A2DP, NFC.
Смартфон підтримує навігаційні системи: GPS (A-GPS), ГЛОНАСС.
Обладнаний датчиком наближення, освітлення, акселерометром, сканером відбитків пальця.